# Baltasar Pérez de Vivero y de la Vega
Baltasar Carlos Pérez de Vivero y de la Vega (anteriormente apellidado como de Salinas) (Granada, 1660 - Asunción de Popayán, 1729), fue un noble, aristócrata, político, mecenas y diplomático español, I marqués titular de San Miguel de la Vega (1706-1729), gobernador y capitán general de la provincia de Popayán (1707-1712) y alguacil mayor de Popayán (1700-1706).
Fue una autoridad española durante la época virreinal, recordado por su legado social y de mecenazgo en Popayán junto con su consorte, facilitando la realización de obras públicas y el asentamiento a su vez de nuevas órdenes religiosas. 

## Biografía
Baltasar Carlos Pérez de Vivero y de Salinas, nació en la ciudad de Granada, capital de uno de los reinos constitutivos de la Corona de Castilla en el año de 1660 (sin saberse con certeza la fecha exacta), proveniente de familia noble andaluza que servía a la monarquía hispánica bajo la casa de Austria. No se tienen bien registrados sus primeros años, infancia y adolescencia.

### Alguacil mayor de Popayán
Aproximadamente a sus cuarenta años fue designado por la corona española como nuevo alguacil mayor de la ciudad neogranadina de Popayán en el año de 1700, sin embargo Baltasar no se trasladó al nuevo mundo de inmediato, sino que permaneció en la península ibérica que experimentaba un cambio de dinastía de los Austria a los Borbones tras la muerte del rey Carlos II El Hechizado, que se vio ensombrecida por la devastadora guerra de sucesión española.
Durante ese conflicto continental, la península se vio convulsionada por el enfrentamiento entre los austracistas (coalición antiborbónica) y borbónicos, siendo este último bando al que Baltasar apoyó junto a su familia, gracias a esta lealtad fue que Pérez de Vivero logró ser reconocido y premiado con diversos títulos. 

### Marquesado de San Miguel de la Vega
Tras seis años de estar presidiendo el cargo de alguacil mayor de Popayán y sin haber finalizado aun la guerra de sucesión española, el día 23 de noviembre de 1706 el rey Felipe V de España le otorgó el título propietario sobre el marquesado de San Miguel de la Vega, por lo que emprendió finalmente el viaje a las indias occidentales a tomar posesión de su nuevo señorío, del cual adoptó el apellido «de la Vega», en detrimento de «de Salinas».
A su llegada a la ciudad fue recibido por la élite payanesa hacia diciembre de 1707, le fue asignada una residencia personal y fue reconocido como I marqués de San Miguel de la Vega, dejando de ser a su vez el alguacil mayor de Popayán.

### Gobernador y capitán general de Popayán
En 1707, el mismo año de su llegada a Popayán, la corona española lo designó como nuevo gobernador y capitán general de toda la Provincia de Popayán, en sustitución de Manuel García de Salcedo que fungía como interino debido a la disputa que tuvo lugar entre Juan de Miera Cevallos y Pedro de Bolaños y Mendoza para ejercer la gobernación. Ambos fueron finalmente inhabilitados y sustituidos por otro pro tempore hasta el nombramiento oficial de Baltasar-Carlos.
Con este nuevo cargo, también fue designado como juez mayor de residencia de Popayán, conservándose aún muchos de los casos que procesó.

### Matrimonio
En 1708, la noble santafereña Dionisia Pérez Manrique y Camberos quedó viuda con cuarenta años de su primer marido, Diego Joseph (o José) de Velasco y Noguera del Campo, IV alférez real de Popayán. Contrayendo matrimonio con la dama en 1712, pasando ella a ser reconocida como la primera marquesa consorte de San Miguel de la Vega, instalando la residencia de la pareja en la casona ubicada en la esquina suroriental de la antigua plaza de Armas (Actual Parque Caldas) conocida como «Los Portales» (Actuales sedes del Banco de Occidente y de Bancolombia).
Debido a la edad avanzada de la pareja, el matrimonio decidió adoptar una hija a la que llamaron María Antonia de Borja Pérez de Vivero y Manrique nacida en 1715 (no se conoce la identidad de sus padres biológicos), quien al final heredaría todos los bienes de la pareja.

### Obras
Varias fueron las aportaciones de Baltasar durante su gobernación, sobre todo en el ámbito social y de obras públicas por lo menos hasta que fue relegado de su cargo en el año 1712, siendo sustituido por Eugenio de Alvarado y Colomo en 1713.
El marqués apoyó al establecimiento de la Orden de los Carmelitas Descalzos en la ciudad, una idea que venía gestando desde 1684.Gracias a la iniciativa por parte de los marqueses desde 1720 se fueron realizando las gestiones necesarias para la fundación de un convento e iglesia a las autoridades de la Real Audiencia de Quito, para lo cual Baltasar-Carlos junto a su esposa dirigieron una misiva a la corona para la autorización de esta obra fechada el 9 de mayo de 1724.
Su último gesto para la obra carmelita fue la adquisición de los solares donados por Francisco de Arboleda que a su vez se los compró a Pedro León de Mesa, siendo precisamente en estos terrenos donde se levantó provisionalmente una choza pajiza que funcionó como hospicio, mientras que se construyó una sencilla iglesia de teja aledaña, que en un futuro dieron lugar al actual Claustro e iglesia de El Carmen.

### Fallecimiento
Baltasar falleció alrededor de sus 69 años en Popayán hacia el año de 1729, al no haber tenido hijos biológicos y ante la minoría de edad de su hija adoptiva, legó a su esposa Dionisia todos sus bienes, su patrimonio y el título sobre el marquesado, reconociéndola como heredera y convirtiéndose así en la II marquesa titular de San Miguel de la Vega.